# Uvarovo (Tambovská oblast)
Uvarovo (rusky Уварово) je město v Tambovské oblasti v Ruské federaci. Při sčítání lidu v roce 2010 mělo přes šestadvacet tisíc obyvatel.

## Poloha a doprava
Město leží na jihovýchodě Ocko-donské nížiny na pravém břehu Vorony, pravého přítoku Chopjoru v povodí Donu. Od Tambova, správního střediska oblasti, je vzdáleno přibližně 120 kilometrů jihovýchodně.
Přes Uvarovo prochází železniční trať z Tambova přes Balašov do Kamyšinu. Zdejší nádraží se jmenuje Oblovka.

## Dějiny
Uvarovo založili v roce 1699 Kozáci a jeho jméno vychází z příjmení Uvarov. Od roku 1770 vedla přes obec poštovní trasa z Borisoglebsku do Kirsanova, což přispělo k tomu, že se Uvarovo stalo v průběhu 19. století místním obchodním střediskem.
V roce 1960 získalo Uvarovo status sídla městského typu a od roku 1966 je městem.